# Zbraslavec
Zbraslavec (en allemand : Braslawetz) est une commune du district de Blansko, dans la région de Moravie-du-Sud, en République tchèque. Sa population s'élevait à 214 habitants en 2020.

## Géographie
Zbraslavec se trouve à 10 km à l'ouest de Boskovice, à 16 km au nord-nord-ouest de Blansko, à 33 km au nord-nord-ouest de Brno et à 165 km à l'est-sud-est de Prague.
La commune est limitée par Kunštát au nord-ouest, au nord et à l'est, et par Drnovice au sud et à l'ouest.

## Histoire
La première mention écrite de la localité date de 1374.